# Bolitobius cingulatus
Bolitobius cingulatus är en skalbaggsart som beskrevs av Mannerheim 1830. Bolitobius cingulatus ingår i släktet Bolitobius, och familjen kortvingar. Arten är reproducerande i Sverige.